# Segunda piel
Segunda piel és una pel·lícula espanyola de l'any 1999 dirigida per Gerardo Vera. El guió està escrit pel mateix Vera i Ángeles González Sinde.

## Trama
La pel·lícula narra la història d'Alberto (Jordi Mollà), casat amb Elena (Ariadna Gil). Tots dos estan junts des de l'institut i tenen un fill, però la seva relació no passa pels seus millors moments. Alhora, Alberto manté una relació amb Diego (Javier Bardem), un metge homosexual i desenfadat.
Elena descobreix que Alberto l'enganya, però en principi no sap que aquesta infidelitat és amb un altre home, fet que després el descobrirà i li causarà profunda depressió i sobresalt. Est, al seu torn, no sap què fer: vol a la seva dona però és incapaç de controlar els seus sentiments per Diego, viu aquest estereotipat conflicte del casat amb fortes inclinacions homoeròtiques.
El final és tràgic, però també porta un profund missatge d'amor i tolerància, quan la traïda esposa i l'amant s'allunyen junts i pròxims després del funeral d'Alberto.
La cinta conté escenes d'alt contingut eròtic.

## Repartiment
- Javier Bardem - Diego
- Jordi Mollà - Alberto García
- Ariadna Gil - Elena
- Cecilia Roth - Eva
- Mercè Sampietro - María Elena
- Javier Albalá - Rafael

## Premis
- Nominada al Goya al millor actor (Javier Bardem)[4]
- Fotogramas de Plata 2000 Millor actor de cinema per Javier Bardem[5]
- Premi Glitter a la millor pel·lícula (2002)